# Cecily Neville, hertuginde af York
Cecily Neville (3. maj 1415 – 31. maj 1495) var en engelsk adelsdame, hustru til Richard, hertug af York (1411-1460), og mor til to konger af England: Edvard 4. og Richard 3. Cecily Neville var kendt som "the Rose of Raby", fordi hun blev født på Raby Castle i Durham og "Proud Cis" på grund af sin stolthed og medfølgende temperament, skønt hun også var kendt for sin fromhed. Selv underskrev hun sit navn "Cecylle".
Hendes mand, hertugen af York, var den førende prætendent til Englands trone fra Huset York under Rosekrigene indtil hans død i 1460. Deres søn Edvard reelt overtog tronen som Edvard 4. i 1461, efter at kong Henrik 6. af Huset Lancaster var blevet afsat. Hertuginden af York var således ganske tæt på at blive dronning af England.

## Familie
Cecily Neville var den yngste af de 22 børn af Ralph Neville, 1. jarl af Westmorland, i dette tilfælde født af hans anden hustru Joan Beaufort. Hendes farmor og farfar var Maud Percy, datter af Henry Percy, 2. baron Percy, og John Neville, 3. baron Neville de Raby. Hendes mors forældre var Johan af Gent, 1. hertug af Lancaster og hans elskerinde (og senere tredje hustru) Katherine Swynford. Johan af Gent var den tredje overlevende søn af kong Edvard 3. af England og Filippa af Hainaut.
Hun var faster til Richard Neville, 16. jarl af Warwick, en af de førende stormænd og hærførere i sin generation, grandtante til dronning Anne Neville, der giftede sig med hendes søn Richard 3. og grandtante til dronning Catherine Parr, sjette hustru til hendes oldebarn, kong Henrik 8.

## Hertuginde af York
I 1424, da Cecily var ni år gammel, forlovede hendes far hende til hans tretten år gamle myndling, Richard Plantagenet, 3. hertug af York. Ralph Neville døde i oktober 1425 og testamenterede Richards formynderskab til sin enke, Joan Beaufort. Cecily og Richard blev gift i oktober 1429. Deres første barn, Anne af York, blev født i august 1439 i Northamptonshire. Da Richard i 1441 blev udnævnt til kongens stedfortræder og generalguvernør i Frankrig og flyttede til Rouen, rejste Cecily med ham. Deres søn Henrik blev født i februar, men døde kort efter.
Deres næste søn, den senere kong Edvard 4., blev født i Rouen den 28. april 1442 og straks døbt privat i et lille sidekapel. Han blev senere beskyldt for at være en bastard af sin fætter, Richard Neville, 16. jarl af Warwick, og af sin egen bror, Georg, hertug af Clarence, en udbredt metode til at miskreditere sine politiske fjender. Georg og Warwick var på det tidspunkt i strid med Edvard og forsøgte at styrte ham som konge. Påstandene blev senere afvist. Ikke desto mindre overvejer nogle moderne historikere spørgsmålet seriøst og bruger Edvards fødselsdato som understøttende bevis. Forudsat at Edvard ikke var født for tidligt (der var slet ingen beviser), ville Richard af York have været flere dages march væk fra Cecily på det tidspunktet, hvor undfangelsen skulle have fundet sted, og barnets dåb var en enkel og privat affære, i modsætning til hans yngre bror Edmund, jarl af Rutlands, som var offentlig og overdådig. Dette bestrides imidlertid af andre historikere, der påpeger, at Cecilys mand let kunne have vendt kortvarigt tilbage til Rouen, som sagtens var muligt, hvor Cecily boede på det tidspunkt, mens dåbsformen på det tidspunkt betød, at en afdæmpet dåbsceremoni ville være mere sandsynlig på grund af Richard af Yorks relativt lave politiske status på det tidspunkt og frygt for nyfødte barns overlevelse. Hvis forskellen i dåbsceremonien skulle betragtes som en desavouering af en ellers anerkendt og værdsat arving, ville det ikke kun have været en ydmygelse af en hustru, som Richard ellers havde værdsat før og efter Edvards fødsel, men også en personlig og politisk ydmygelse. Under alle omstændigheder anerkendte Richard det spæde barn som sin eget, hvilket etablerede juridisk faderskab.
Omkring 1454, da Richard begyndte at harmes over (hans hustrus fætter) Edmund Beaufort, 2. hertug af Somersets indflydelsen fra, talte Cecily med dronning Margrete af Anjou på hans vegne. Da Henrik 6. blev ramt af et nervøst sammenbrud senere på året, blev Richard af York udpeget til rigsforstander.
Efter udbruddet af Rosekrigene i 1455 forblev Cecily på deres hovedsæde, Ludlow Castle, selv efter at Richard var flygtet til Irland ogKontinentaleuropa. På samme tid arbejdede hun i det skjulte for Huset Yorks. Da et parlament begyndte at diskutere hertugen af Yorks og hans støtters skæbne i november 1459, rejste Cecily til London for at bede om sin mand. En samtidig kommentator erklærede, at hun angiveligt havde overbevist kongen om at love en benådning, hvis hertugen ville dukke op i parlamentet otte dage senere. Denne indsats mislykkedes, og Richards landbesiddelser blev konfiskeret, men Cecily formåede at opnå et årligt tilskud på 600 £ for at forsørge sig selv og sine børn.
Efter York-hærens sejr i Slaget ved Northampton i juli 1460 flyttede Cecily til London med sine børn og boede hos advokaten John Paston. Hun bar de Englands våbenskjold foran Richard i triumf i London i september. Da hertugen af York og hans arvinger blev officielt anerkendt som Henrik 6.'s efterfølgere i Act of Accord, blev Cecily en dronning in spe og modtog endda en kopi af den engelske krønike af krønikeskriveren John Hardyng.
Men i Slaget ved Wakefield den 30. december 1460 vandt Lancaster-hæren en afgørende sejr. Hertugen af York, hans anden søn Edmund, jarl af Rutland og Cecilys bror Richard Neville, jarl af Salisbury, var blandt ofrene. Cecily sendte sine to yngste sønner, Georg og Richard, til Filip den Goses hof i Burgund. Dette tvang Filip til at alliere sig med York-fraktionen.

## Mor til to konger og bedstemor til én dronning
Cecilys ældste søn Edvard fortsatte med succes kampen mod Lancaster-fraktionen. Da Cecily flyttede til Baynard's Castle i London, blev det York-fraktionens hovedkvarter, og efter at Edvard besejrede Lancaster-fraktionen og besteg tronen, blev hun hædret som kongens mor.
I begyndelsen af Edvards regeringstid optrådte Cecily ved hans side og fastholdt sin indflydelse. I 1461 reviderede hun sit våbenskjold for at inkludere Englands kongelige våbenskjold og antydede derved, at hendes mand havde været en retmæssig konge. Da Edvard blev gift med Elizabeth Woodville, opførte han dronningegemakker til hende og lod sin mor forblive i dronningegemakkerne, hvor hun havde boet.
I 1469 gjorde hendes nevø Richard Neville, 16. jarl af Warwick, svigerfar til hendes sønner Georg og Richard, oprør mod Edvard 4. Hun besøgte Sandwich og forsøgte muligvis at forlige parterne. Da oprøret mislykkedes første gang, inviterede hun Edvard og Georg til London for at forlige dem. Freden varede ikke længe, og i den kommende krig forsøgte hun stadig at skabe fred mellem sine sønner.
Edvard 4. blev kortvarigt væltet af Warwick og Margrete af Anjou, og i omkring seks måneder sad Henrik 6. igen på tronen. Bruddet mellem Edvard og hans bror Georg blev tilsyneladende aldrig helet. Faktisk blev Georg henrettet for forræderi i Tower of London den 18. februar 1478. Edvard 4. døde pludselig den 9. april 1483 og efterlod sig to sønner i alderen 13 og 10 år, den ældste kendt i historien som kong Edvard 5. Cecily Nevilles yngste søn Richard, deres farbror, blev udnævnt til deres beskytter i Edvards testamente, men han lod dem anbringe i Tower of London, hvorfra de aldrig skulle viste sig igen, deres skæbne bliver stadig diskuteret. En efterfølgende undersøgelse viste, at Edvard 4.'s ægteskab med Elizabeth Woodville havde været ugyldigt. De såkaldte prinser i Tower blev således erklæret illegitime af en parlamentslov i 1484, og deres onkel Richard blev kronet som kong Richard 3. den 6. juli 1483.
Hertuginde Cecily havde et godt forhold til Richards hustru Lady Anne Neville (hendes grandniece ud over at være hendes svigerdatter), med hvem hun diskuterede religiøse værker såsom skrifterne af Matilde af Hackeborn.
Richards regeringstid blev kort. Han blev besejret og dræbt den 22. august 1485 i Slaget ved Bosworth af lederen af Lancaster-fraktionen, Henrik Tudor, der straks overtog tronen som kong Henrik 7. Således var Cecilys mand og fire sønner alle døde i 1485, skønt to af hendes døtre, Elizabeth og Margrete, stadig levede. Den 18. januar 1486 blev Cecilys barnebarn, Elizabeth af York, den ældste datter af Edvard 4., gift med Henrik 7. og blev dronning af England. Hendes oldebarn Arthur blev født samme år, mens hendes oldebarn Margrete blev født i 1489 og oldebarn Henrik i 1491, alle før hun døde. Hertuginde Cecily helligede sig til religiøse pligter, og hendes ry for fromhed stammer fra denne periode.

## Død og testamente
Hertuginden døde den 31. maj 1495 og blev begravet i samme grav som sin mand Richard og deres søn Edmund i Church of St Mary og All Saints, Fotheringhay, Northamptonshire, med en pavens aflad. Alle efterfølgende engelske monarker fra og med Henrik 8., er efterkommere af Elizabeth af York og derfor af Cecily Neville.
"Cecill, hustru til ret adelige prins Richard, afdøde hertug af York" skrev sit testamente den 1. april 1495. Det blev efterprøvet i retten i Canterbury den 27. august samme år.

## Børn
Hendes tolv børn med Richard Plantagenet, 3. hertug af York, var som følger:
1. Anne af York, hertuginde af Exeter (10. august 1439 – 14. januar 1476], gift med Henry Holland, hertug af Exeter, senere med Sir Thomas St. Leger.
2. Henrik af York (født og død 10. februar 1441).
3. Edvard 4. af England (28. april 1442 – 9. april 1483).
4. Edmund, jarl af Rutland (17. maj 1443 – 31. december 1460).
5. Elizabeth af York, hertuginde af Suffolk (22. april 1444 – efter januar 1503), gift med John de la Pole, 2. hertug af Suffolk
6. Margrete af York, hertuginde af Burgund (3. maj 1446 – 23. november 1503), gift med Karl den Dristige, hertug af Burgund, stedmor til Marie den Rige af Burgund.
7. Vilhelm af York (født 7. juli 1447, død ung).
8. Johan af York (født 7. november 1448), død ung.
9. Georg Plantagenet, hertug af Clarence (21. oktober 1449 – 18. februar 1478).
10. Thomas af York (født ca. 1451, død ung).
11. Richard 3. af England (2. oktober 1452 – 22. august 1485).
12. Ursula af York (født 22. juli 1455, død ung).

## Fiktive skildringer
Cecily Neville er som hertuginden af York en hovedperson i Shakespeares skuespil Richard den Tredje. Hun bliver portrætteret som have en dyb hengivenhed for sine døde sønner Georg og Edvard, men er kold og ukærlig over for Richard, som hun henviser til som et "falsk glas, der bedrøver mig, når jeg ser min skam i ham." Fordi Richard er afbildet som pukkelrygget, han led af skoliose og ikke af kyfose, synes hertuginden at hade ham for hans misdannelse og for hans vanskelige fødsel, som flere karakterer i stykket sladrer om. Efter at Richard har gjort sig af med prinserne i Tower, vender hans mor sig mod ham fuldstændigt og forbander ham med de fordømmende ord: "Blodig er du, Blodig vil din ende være!" Hun er blevet portrætteret af mange kendte skuespillerinder, herunder Elinor Aickin, Eleanor Bron, Annette Crosbie (for BBC Shakespeare i 1983), Helen Haye (i Laurence Oliviers film fra 1955),, Anne Jeffreys, og i 1995-filmen med Ian McKellen i hovedrollen., Dame Maggie Smith. I denne sidste version fik hendes karakter flere scener, der tilhørte Margrete of Anjou i selve stykket. I Olivier-filmen fra 1955 blev hendes rolle reduceret til lidt mere end en statistrolle.
I 2013 og 2017 bliver hertuginden portrætteret af Caroline Goodall i tv-serierne The White Queen og The White Princess. To tv-serier baseret på tre af romanerne fra Rosekrigene-serien (Cousins' War) af forfatteren Philippa Gregory.
Rosekrigene-serien (Cousins' War) af romaner af Philippa Gregory:
- Den hvide dronning (The White Queen); om dronning Elizabeth Woodville .
- Den røde dronning (The Red Queen); om Margaret Beaufort.
- Skæbnehjulet (The Lady of the Rivers); om Jacquetta af Luxemburg .
- Kongemagerens datter (Kingmaker's Daughter); om hertugindens svigerdatter (og grandniece), dronning Anne Neville.

En fiktiv roman om Cecily med titlen The Rose of Raby diskuteres i Josephine Teys roman fra 1951 The Daughter of Time. Hun er en central figur i Sharon Kay Penmans 1982 roman om Richard 3., The Sunne in Splendor . Hun er en af hovedpersonerne i romanen The Dragon Waiting fra 1983 af John M. Ford og er central for handlingen i romanen Sovereign af C. J. Sansom. To bøger blev udgivet i 2011, der dramatiserede hertugindens liv. Den ene af romanforfatteren Anne Easter Smith med titlen Queen by Right, og den anden af romanforfatteren Cynthia Sally Haggard med titlen Thwarted Queen. En anden bog blev udgivet i 2014 med titlen Red Rose White Rose af Joanna Hickson.
I 2016 blev Neville portrætteret af Dame Judi Dench i BBC-tv-miniserien" The Hollow Crown: The War of the Roses" i den tredje episode, som er baseret på William Shakespeares skuespil, Richard den Tredje.

## Yderligere læsning
- Ashdown-Hill, J. (2018-04-18). Cecily Neville: Mother of Richard III. Pen and Sword Books. ISBN 978-1-5267-0632-4.
- Laynesmith, J.L. (2017-07-13). Cecily Duchess of York. Bloomsbury Academic. ISBN 978-1-4742-7225-4.
- Licence, A. (2014). Cecily Neville: Mother of Kings. Amberley Publishing. ISBN 978-1-4456-2123-4.
- Mackley, John (1950).  Throne, Mildred (red.). "The Civil War Diary of John Mackley". Iowa Journal of History. 48 (2): 150-151.
- Richard III Society Research blog https://riiiresearch.blogspot.co.uk/2017/04/the-myth-of-joan-of-york-or-joan.html (the editors include Laynesmith).
- "Royal Bastardy in Mediaeval England: Part Two". Richard III Society. Arkiveret fra originalen 26. maj 1998. Hentet 31. oktober 2016.